# World Athletics
Światowa Lekkoatletyka (ang. World Athletics), dawniej Międzynarodowe Stowarzyszenie Federacji Lekkoatletycznych, IAAF (ang. International Association of Athletics Federations) – międzynarodowa organizacja zrzeszająca narodowe związki lekkoatletyczne, założona w 1912 roku w Sztokholmie. Do 2001 działała ona pod nazwą Międzynarodowa Federacja Lekkoatletyki Amatorskiej (skrótowcem było także IAAF, od International Amateur Athletics Federation).
World Athletics zrzesza obecnie w sumie 214 federacji, co sprawia, że ma więcej członków niż Organizacja Narodów Zjednoczonych i jest największą sportową organizacją na świecie. Obecnym przewodniczącym IAAFu jest Brytyjczyk Sebastian Coe.

## Historia
World Athletics został założony 17 lipca 1912 roku w Sztokholmie dwa dni po zakończeniu zawodów lekkoatletycznych na igrzyskach olimpijskich. Świat lekkoatletyczny widział potrzebę powołania do życia organu władzy, który zajął by się kwestiami technicznymi, przepisami oraz ratyfikacją wyników, w tym rekordów świata. W kongresie założycielskim wzięli udział przedstawiciele 17 reprezentacji narodowych. Były to: Australazja (podczas sztokholmskich igrzysk pod tym szyldem wystąpiły wspólnie Australia i Nowa Zelandia), Austria, Belgia, Cesarstwo Niemieckie, Chile, Dania, Egipt, Finlandia, Francja, Grecja, Kanada, Norwegia, Rosja, Stany Zjednoczone, Szwecja, Węgry oraz Wielka Brytania. Pierwszym przewodniczącym wybrany został Szwed Sigfrid Edström, który swoją funkcję sprawował aż do roku 1946. W Sztokholmie zaplanowano, że dwa kolejne kongresy IAAF-u odbędą się w 1913 w Berlinie oraz 1914 w Lyonie, gdzie miano podjąć kolejne decyzje dotyczące światowej lekkoatletyki. W kolejnych latach działalność organizacji przerwała I wojna światowa.
Pierwszą siedzibą IAAF była Szwecja, a od 1946 do 1993 roku główna siedziba organizacji znajdowała się w Londynie. W następstwie decyzji podjętej w sierpniu 1993 roku podczas mistrzostw świata w Stuttgarcie siedziba IAAF-u została przeniesiona do Monako, gdzie znajduje się do dziś.
Od 1982 IAAF zezwolił na wypłacanie nagród za zwycięstwa w organizowanych przez siebie imprezach, jednak słowo Amateur (amatorskiej) zostało usunięte z nazwy dopiero w 2001 roku.

## Federacje kontynentalne
AAA – Azja
    CAA – Afryka
    CONSUDATLE – Ameryka Południowa
    NACACAA – Ameryka Północna
    OAA – Australia i Oceania
    EA – Europa

## Przewodniczący

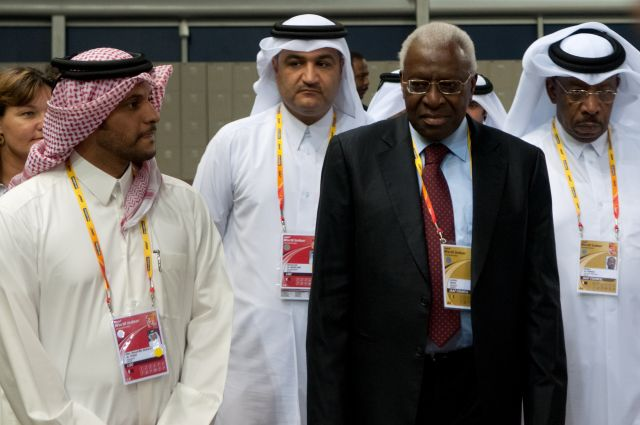
Lamine Diack (w garniturze) był szefem IAAF w latach 1999–2015

| Przewodniczący  | Lata      | Źródło |
| --------------- | --------- | ------ |
| Sigfrid Edström | 1912–1946 | [ 9 ]  |
| David Cecil     | 1946–1976 | [ 9 ]  |
| Adriaan Paulen  | 1976–1981 | [ 9 ]  |
| Primo Nebiolo   | 1981–1999 | [ 9 ]  |
| Lamine Diack    | 1999–2015 | [ 10 ] |
| Sebastian Coe   | od 2015   |        |

## Cele
Do zadań World Athletics należą: dbanie o rozwój lekkoatletyki na świecie, również poprzez standaryzację konkurencji i metod ich pomiaru, zatwierdzanie rekordów świata oraz organizacja zawodów lekkoatletycznych o zasięgu światowym.
Obecnie World Athletics organizuje następujące zawody sportowe:
- mistrzostwa świata w lekkoatletyce
- halowe mistrzostwa świata w lekkoatletyce
- mistrzostwa świata w biegach przełajowych
- mistrzostwa świata w półmaratonie
- drużynowe mistrzostwa świata w chodzie sportowym
- mistrzostwa świata juniorów w lekkoatletyce
- Diamentową Ligę
- World Athletics Relays.